# L'Oiseau de feu
Pour les articles homonymes, voir Oiseau de feu (homonymie).
L’Oiseau de feu (en russe : Жар-птица, Jar-ptitsa) est un ballet en deux tableaux d’après un conte national russe. La musique a été composée par Igor Stravinsky en 1909-1910 sur la commande de Serge de Diaghilev. Il a été créé à l’Opéra de Paris le 25 juin 1910 par les Ballets russes sur une chorégraphie de Michel Fokine et sous la direction de Gabriel Pierné.
Il s’agit du premier grand ballet du musicien, qui le rendit aussitôt célèbre. Diaghilev renouvela par la suite régulièrement ses commandes pour Stravinsky jusqu’en 1928. Les premiers ballets à suivre L’Oiseau de feu ont été Petrouchka en 1911 et Le Sacre du printemps en 1913.
Destiné au ballet, L’Oiseau de feu a fait l'objet d'arrangements pour piano et ensemble de chambre et de trois suites pour orchestre datées de 1907,1910, 1919 et 1945.

## Genèse

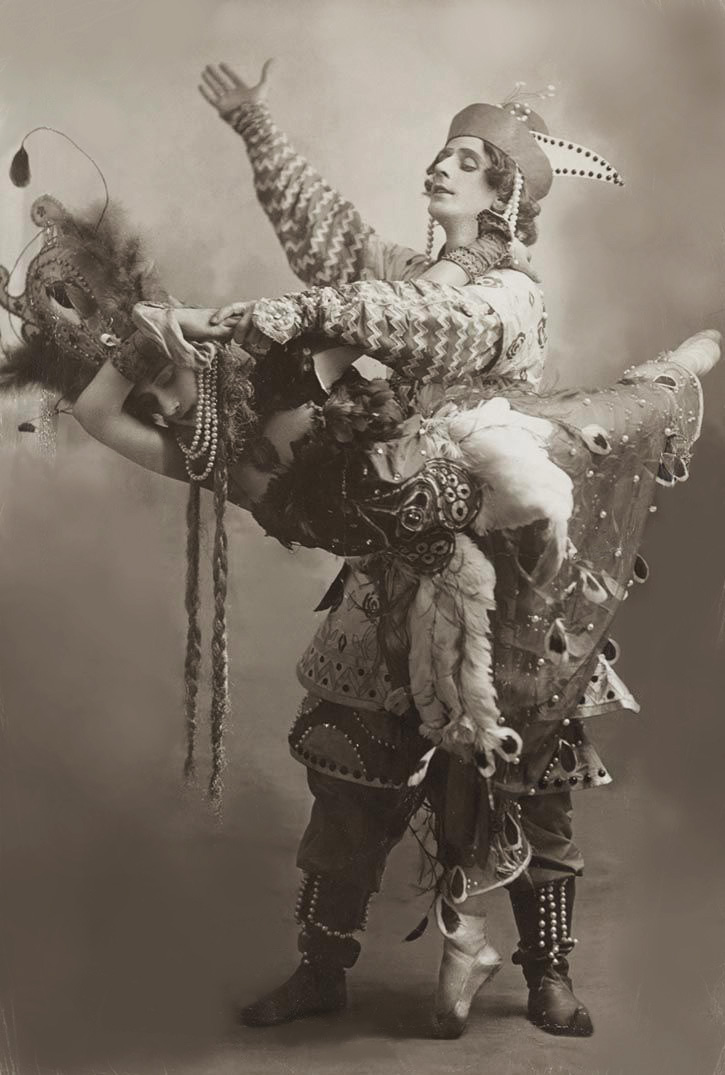
Tamara Karsavina et Michel Fokine dans L'Oiseau de feu (costume de Léon Bakst).

L’Oiseau de feu fut créé le 25 juin 1910 à l’Opéra de Paris, sous la direction de Gabriel Pierné. À l’exception des costumes de la Princesse et de l’Oiseau, qui sont de Léon Bakst, les décors et les costumes sont d’Alexandre Golovine. Tamara Karsavina danse le rôle-titre, Michel Fokine celui d'Ivan Tsarévitch, Vera Fokina (l'épouse de M. Fokine) celui de la princesse de la Beauté Sublime, Alexis Boulgakov celui de Kachtcheï l'Immortel.
Serge de Diaghilev entendit Stravinsky pour la première fois le 6 février 1909, jour où furent créés son Scherzo fantastique et son Feu d’artifice. Diaghilev fut très impressionné par cette dernière œuvre. Ayant déjà monté une saison de ses Ballets russes qui rencontra de grands succès à Paris en 1909, il désirait répéter l’expérience l’année suivante avec, entre autres, une œuvre inédite inspirée de la légende de l'Oiseau de feu. Anatoli Liadov devait initialement écrire la partition mais, étant un compositeur lent et méticuleux, il lui faudrait un an pour achever la pièce. Diaghilev fit donc appel au jeune Stravinsky, alors âgé de vingt-sept ans, pour le remplacer.
Michel Fokine réglait la chorégraphie au fur et à mesure que Stravinsky écrivait la partition, débutée en décembre 1909 et terminée le 18 mai 1910. Le 7 juin 1910, Stravinsky se rend à Paris pour assister aux dernières répétitions de l’Oiseau de feu. Il y est accueilli en triomphe. « Notez-le bien. C’est un homme à la veille de la gloire. », dira Diaghilev durant une répétition.
Le succès de l’œuvre est immédiat. Claude Debussy est le premier à montrer son enthousiasme en allant directement le féliciter. Maurice Ravel, Manuel de Falla, Florent Schmitt et Erik Satie montrent tous des signes d’admiration. Diaghilev ne tardera pas à commander un second ballet à Stravinsky : Petrouchka. Stravinsky révisa la partition de l’Oiseau de feu en 1919.

## Argument

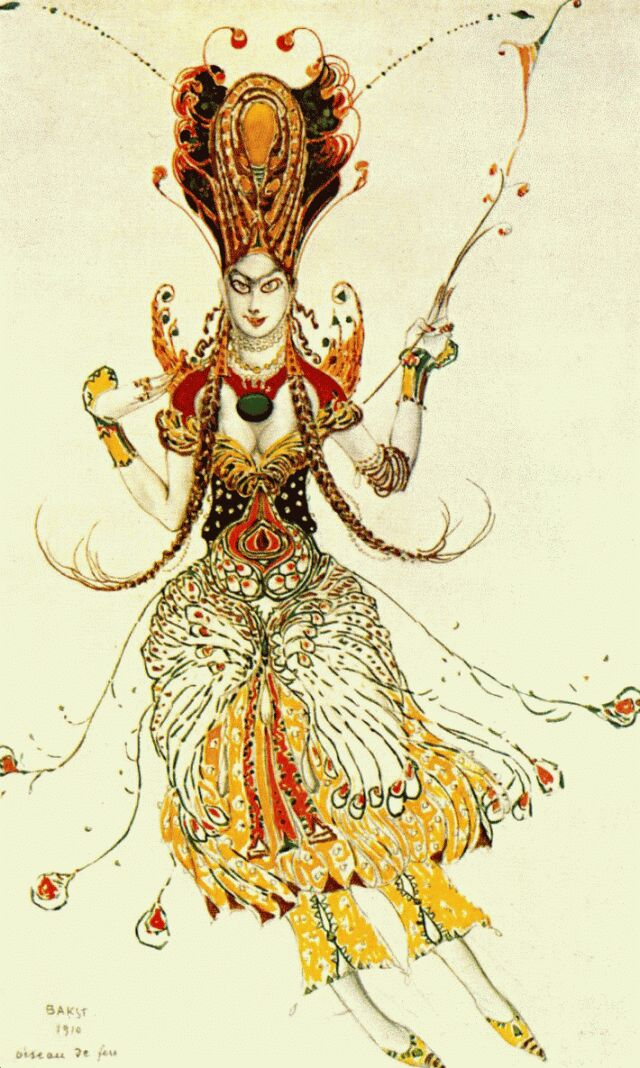
L’Oiseau de feu, costume créé par Léon Bakst

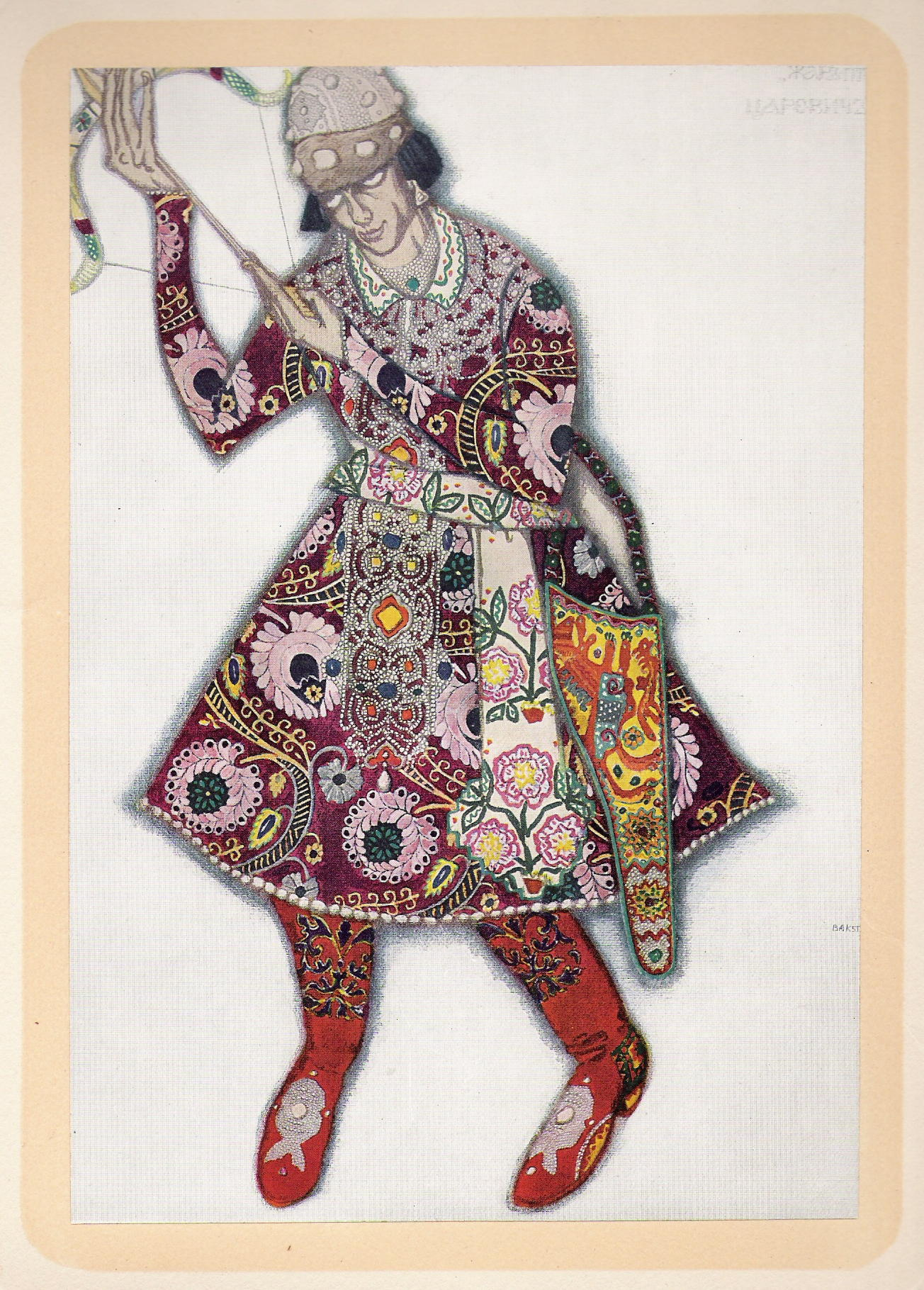
Le prince Ivan Tsarévitch, projet de costume par Léon Bakst

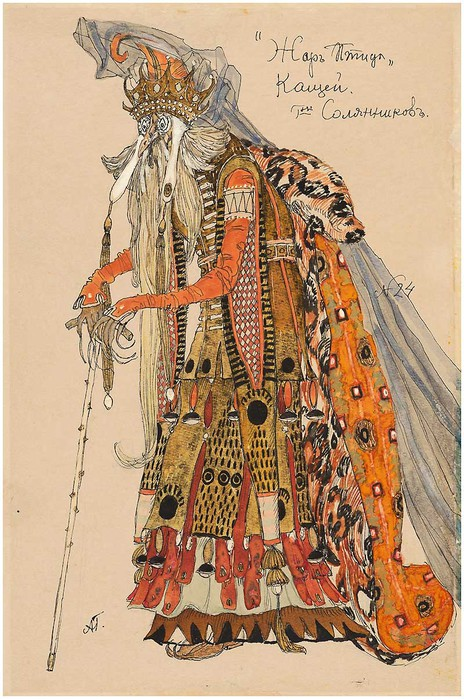
Le méchant Kachtcheï, costume créé par Alexandre Golovine, 1910.

Le ballet est divisé en dix-neuf « numéros », qui, par leurs titres, rendent assez bien compte de l’argument. Toutefois, il y a plusieurs manières d’interpréter le tout et de créer des histoires différentes à partir de ces numéros. La première source d’information pour cette histoire est le programme rédigé par les Ballets russes lors de la création du ballet le 25 juin 1910 :
« Ivan Tsarévitch voit un jour un oiseau merveilleux, tout d’or et de flammes ; il le poursuit sans pouvoir s’en emparer, et ne réussit qu’à lui arracher une de ses plumes scintillantes. Sa poursuite l’a mené jusque dans les domaines de Kachtcheï l’Immortel, le redoutable demi-dieu qui veut s’emparer de lui et le changer en pierre, ainsi qu’il le fit déjà avec maints preux chevaliers. Mais les filles de Kachtcheï et les treize princesses, ses captives, intercèdent et s’efforcent de sauver Ivan Tsarévitch. Survient l’Oiseau de feu, qui dissipe les enchantements. Le château de Kachtcheï disparaît, et les jeunes filles, les princesses, Ivan Tsarévitch et les chevaliers délivrés s’emparent des précieuses pommes d’or de son jardin. »
Toutefois, le chorégraphe Michel Fokine, élabore déjà davantage le récit. Ivan Tsarévitch réussit en fait à capturer l’Oiseau de feu dans l’arbre aux pommes d’or du jardin de Kachtcheï et, en échange de sa liberté, l’Oiseau de feu donne une de ses plumes enflammées à Ivan en lui disant qu’elle lui sera utile. La porte du château de Kachtcheï s’ouvre et treize Princesses sortent, dont la Princesse de la Beauté Sublime. Elles jouent avec les pommes d’or et la Princesse de la Beauté Sublime fait tomber la sienne dans un buisson derrière lequel s’est caché Ivan. En la récupérant, elle le voit et ils tombent amoureux. Les Princesses retournent dans le palais et Ivan, ne pouvant vivre sans la Princesse de la Beauté Sublime, tente d’entrer dans le château, ce qui déclenche le carillon magique. Il est capturé par les gardiens de Kachtcheï, qui arrivent et le questionnent, mais Ivan lui crache au visage. Il est alors placé contre un mur de pierre et Kachtcheï débute l’incantation qui le changera en pierre. Soudainement, Ivan se souvient de la plume de l’Oiseau de feu. Il l’agite et l’oiseau apparaît, rompant le sortilège de Kachtcheï et l'endormant lui et ses serviteurs dans un profond sommeil. Ivan et la Princesse sont mariés et couronnés Tsar et Tsarine.

### Mouvements retenus dans la plupart des représentations
- I. Introduction
- Premier tableau
  - II. Le Jardin enchanté de Kachtcheï
  - III. Apparition de l'Oiseau de feu, poursuivi par Ivan Tsarévitch
  - IV. Danse de l'Oiseau de feu
  - V. Capture de l'Oiseau de feu par Ivan Tsarévitch
  - VI. Supplications de l'Oiseau de feu
  - VII. Apparition des treize princesses enchantées
  - VIII. Jeu des princesses avec les pommes d'or. Scherzo
  - IX. Brusque apparition d'Ivan Tsarévitch
  - X. Khorovode (Ronde) des princesses
  - XI. Lever du jour
  - XII. Ivan Tsarévitch pénètre dans le palais de Kachtcheï
  - XIII. Carillon Féerique, apparition des monstres-gardiens de Kachtcheï et capture d'Ivan Tsarévitch
  - XIV. Arrivée de Kachtcheï l'Immortel
  - XV. Dialogue de Kachtcheï avec Ivan Tsarévitch
  - XVI. Intercession des princesses
  - XVII. Apparition de l'Oiseau de feu
  - XVIII. Danse de la suite de Kachtcheï, enchantée par l'Oiseau de feu
  - XIX. Danse infernale de tous les sujets de Kachtcheï
  - XX. Berceuse (L'Oiseau de feu)
  - XXI. Réveil de Kachtcheï
  - XXII. Mort de Kachtcheï
  - XXIII. Profondes ténèbres
- Second tableau
  - XXIV. Disparition du palais et des sortilèges de Kachtcheï, animation des chevaliers pétrifiés, allégresse générale

### Mouvements créés à l'origine par Stravinsky
- I. Introduction
- Premier tableau
  - II. Le Jardin enchanté de Kachtcheï
  - III. Apparition de l'Oiseau de feu, poursuivi par Ivan Tsarévitch
  - IV. Danse de l'Oiseau de feu
  - V. Capture de l'Oiseau de feu par Ivan Tsarévitch
  - VI. Supplications de l'Oiseau de feu - Apparition des treize princesses enchantées
  - VII. Jeu des princesses avec les pommes d'or. Scherzo
  - VIII. Brusque apparition d'Ivan Tsarévitch
  - IX. Khorovode (Ronde) des princesses
  - X. Lever du jour - Ivan Tsarévitch pénètre dans le palais de Kachtcheï
  - XI. Carillon Féerique, apparition des monstres-gardiens de Kachtcheï et capture d'Ivan Tsarévitch - Arrivée de Kachtcheï l'Immortel- Dialogue de Kachtcheï avec Ivan Tsarévitch - Intercession des princesses  - Apparition de l'Oiseau de feu
  - XII. Danse de la suite de Kachtcheï, enchantée par l'Oiseau de feu
  - XIII. Danse infernale de tous les sujets de Kachtcheï  - Berceuse (L'Oiseau de feu)  - Réveil de Kachtcheï - Mort de Kachtcheï - Profondes ténèbres
- Second tableau
  - XIV. Disparition du palais et des sortilèges de Kachtcheï, animation des chevaliers pétrifiés, allégresse générale

## Analyse

### Orchestration
Le ballet est écrit pour un orchestre symphonique de très grande dimension, dans la tradition post-romantique.
| Instrumentation de L’Oiseau de feu |
| Cordes |
| 16 premiers violons, 16 seconds violons, 14 altos, 8 violoncelles, 6 contrebasses, 3 harpes, 1 piano |
| Bois |
| 4 flûtes, les deuxième et troisième jouant les piccolos, 3 hautbois, 1 cor anglais, 3 clarinettes en la, la troisième jouant aussi la clarinette en ré, 1 clarinette basse, 3 bassons, le troisième jouant le deuxième contrebasson, 1 contrebasson |
| Cuivres |
| 4 cors, 3 trompettes en ut, 3 trombones, 1 tuba |
| Percussions |
| timbales, triangle, cymbales, grosse caisse, tam-tam, glockenspiel, xylophone, 1 célesta |

## Les suites de concert
Stravinsky retoucha la partition à plusieurs reprises pour en extraire des suites ou en faire des arrangements, entre autres pour violon et piano. Ces suites présentent différentes variantes dans l’orchestration et incluent de cinq à dix « numéros ». Le premier mouvement de chaque suite est parfois séparé en deux ou trois mouvements.

### La suite de 1910
Cette première suite comporte cinq mouvements, gardant l’orchestration du ballet original identique.
1. Introduction — Les jardins de Kachtcheï — Danse de l’Oiseau de feu
2. Supplications de l’Oiseau de feu
3. Jeu des Princesses avec les pommes d’or
4. Khorovode des Princesses
5. Danse infernale de Kachtcheï et de ses sujets

### La suite de 1919
Cette seconde suite comporte également cinq mouvements, toutefois différents. Cependant, son orchestration est réduite à celle d’un orchestre de concert standard, c’est-à-dire les bois par deux remplacent les bois par quatre du ballet d’origine.
1. Introduction — L’Oiseau de feu et sa danse— Variation de l’Oiseau de feu
2. Rondes des Princesses
3. Danse infernale du roi Kachtcheï
4. Berceuse
5. Final

### La suite de 1945
Cette dernière suite, dite Suite de ballet, a été composée aux États-Unis. La plus longue des trois suites, elle comporte l’essentiel du ballet, en dix « numéros », et dure près d’une demi-heure. L’orchestration reste sensiblement la même que celle de la suite de 1919.
1. Introduction — Danse de l’Oiseau de feu — Variations de l’Oiseau de feu
2. Pantomime I
3. Pas de deux : l’Oiseau de feu et Ivan Tsarévitch
4. Pantomime II
5. Scherzo : danse des Princesses
6. Pantomime III
7. Khorovode des Princesses
8. Danse infernale de Kachtcheï et de ses sujets
9. Berceuse
10. Finale

## Discographie
- Le ballet complet dirigé par Stravinsky que l’on retrouve dans son intégrale chez Sony Classical a été enregistré en 1961 avec le Columbia Symphony Orchestra. Il s’agit de la version révisée de 1919. Il a également enregistré la suite de 1945 en 1967 avec le même orchestre.
- Robert Craft a réalisé le premier enregistrement de la version originale de 1910 en 1996 avec l’Orchestre Philharmonia, chez Naxos.
- Pierre Boulez l'a enregistré avec le Chicago Symphony Orchestra pour Deutsche Grammophon en 1993.
- Enregistrement sur instruments d'époque par François-Xavier Roth et Les Siècles en 2011.

## L'Oiseau de feudans la culture populaire
- Un bref passage de L'Oiseau de feu a durablement marqué la musique pop à partir des années 80. Il s'agit de l'accord spectaculaire qui introduit et structure la Danse infernale de Kachtcheï et de ses sujets. Intégré dans la banque de son d'un instrument de référence, le synthétiseur échantillonneur Fairlight CMI, il a été utilisé à de multiples reprises par des artistes et des groupes comme Afrika Bambaataa, Miles Davis, Duran Duran, Kate Bush... Ce son emblématique des musiques contemporaines, du rock au hip hop en passant par la dance et la New Wave a été baptisé orchestra hit.
- La musique a été adaptée en dessin animé dans le film Fantasia 2000.
- Le final de L'oiseau de feu est utilisé en introduction à chaque concert du groupe de rock progressif Yes depuis 1971[3].